# Ulica Trzech Koron w Krościenku nad Dunajcem

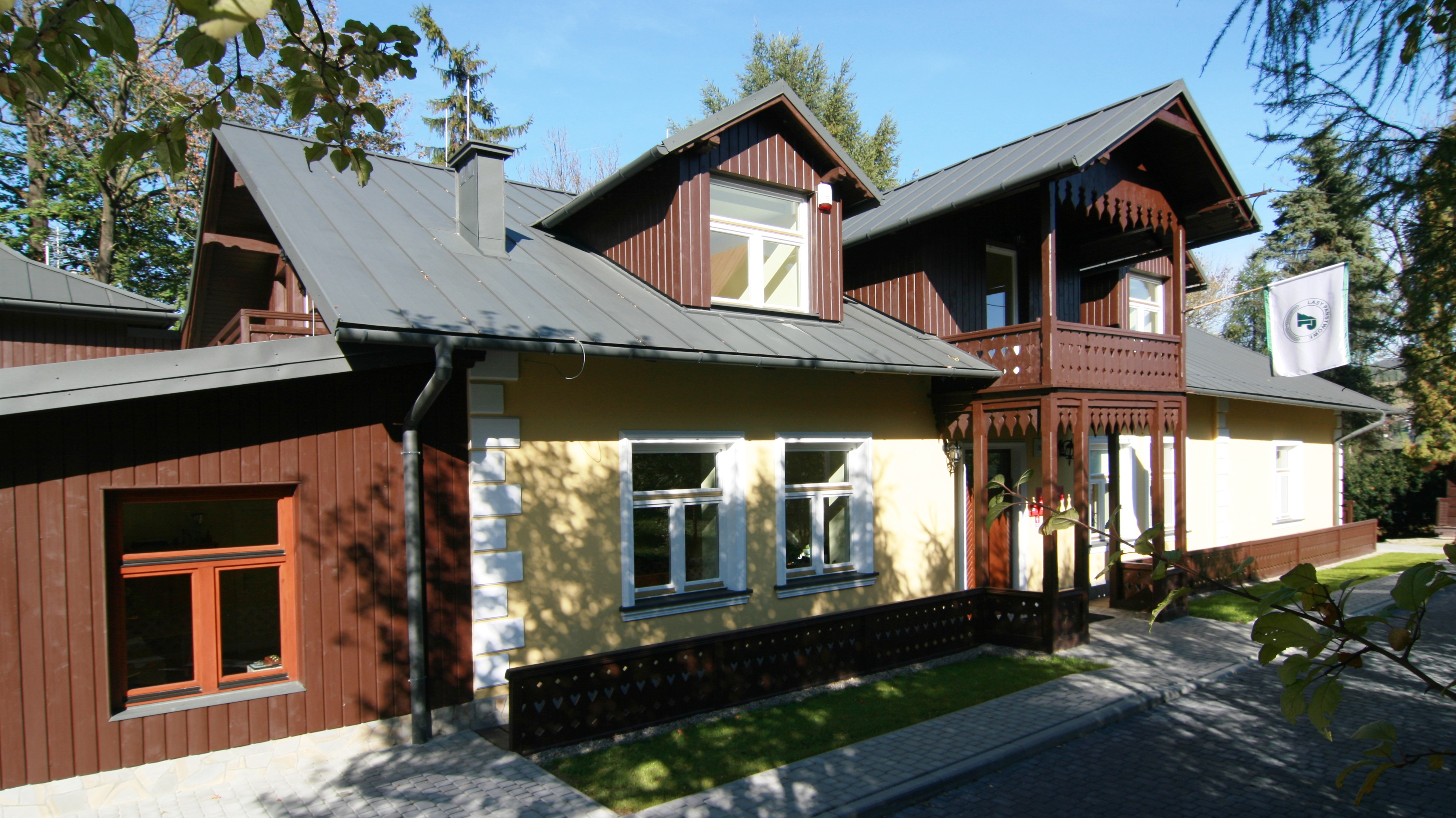
Dwór Dziewolskich będący obecnie siedzibą Nadleśnictwa Krościenko przy ul. Trzech Koron 4

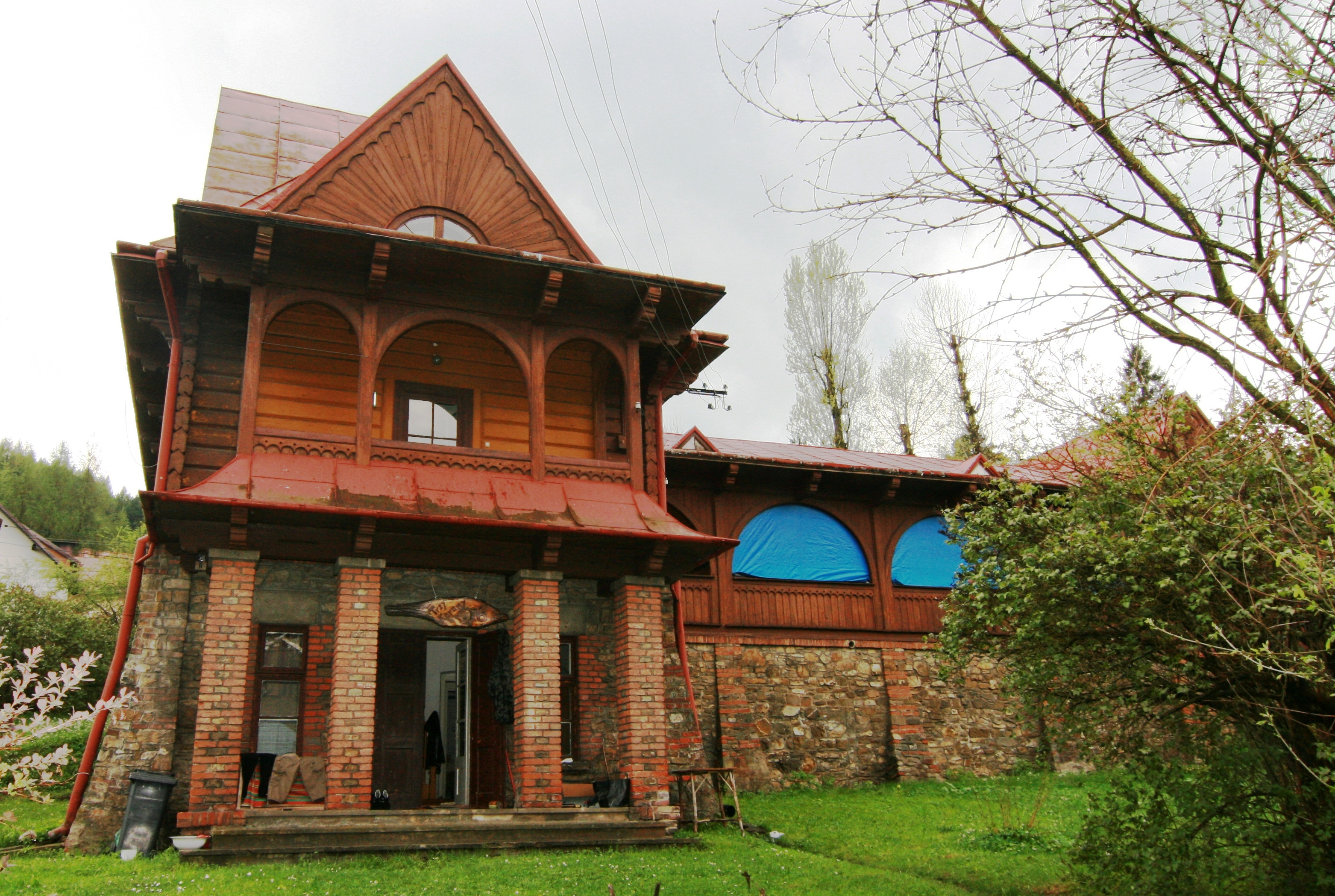
Pensjonat Sitowskich

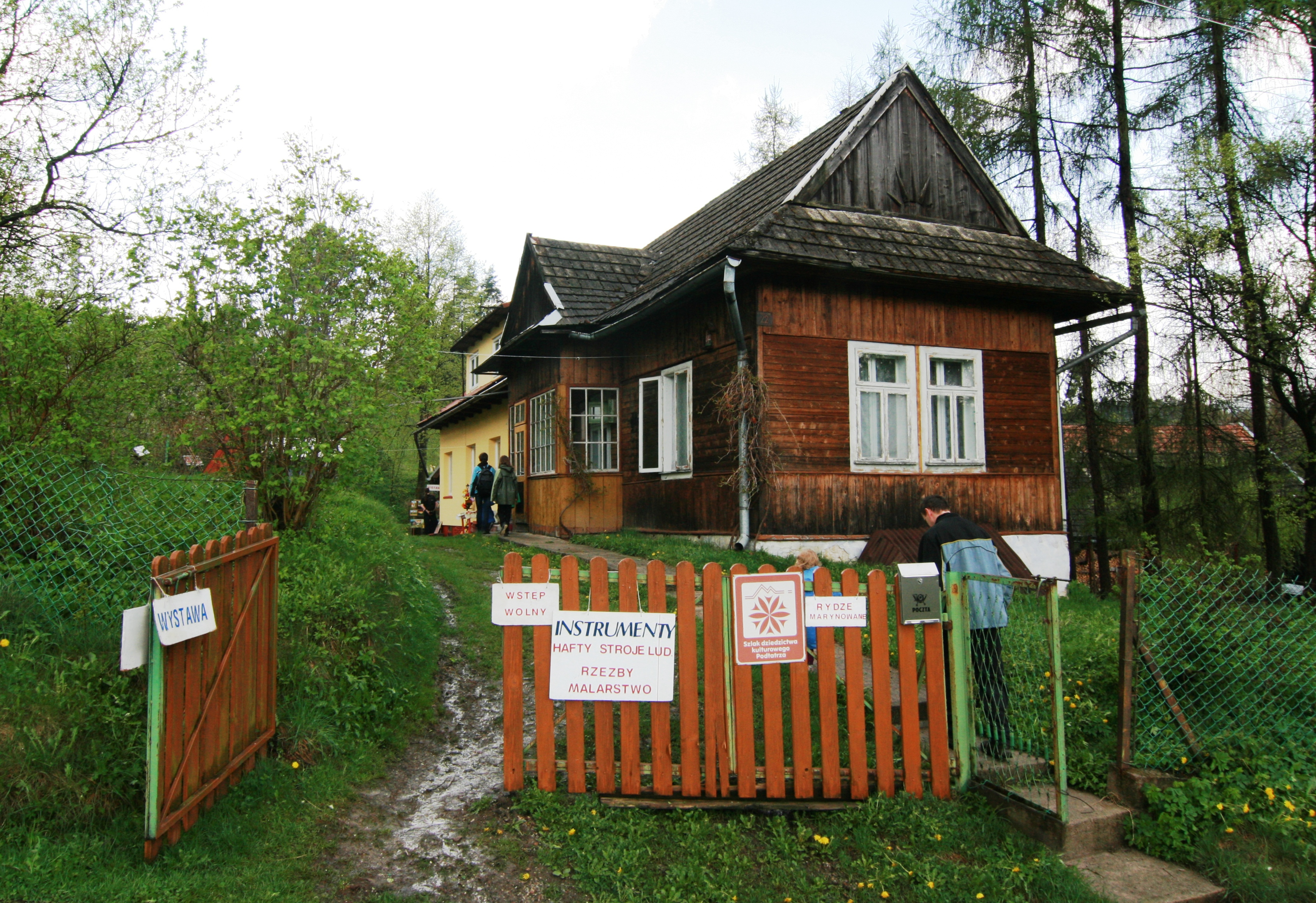
Dom Stanisława Czepiela przy ul. Trzech Koron 22, za którym mieści się budynek galerii Sztuki Pienińskiej

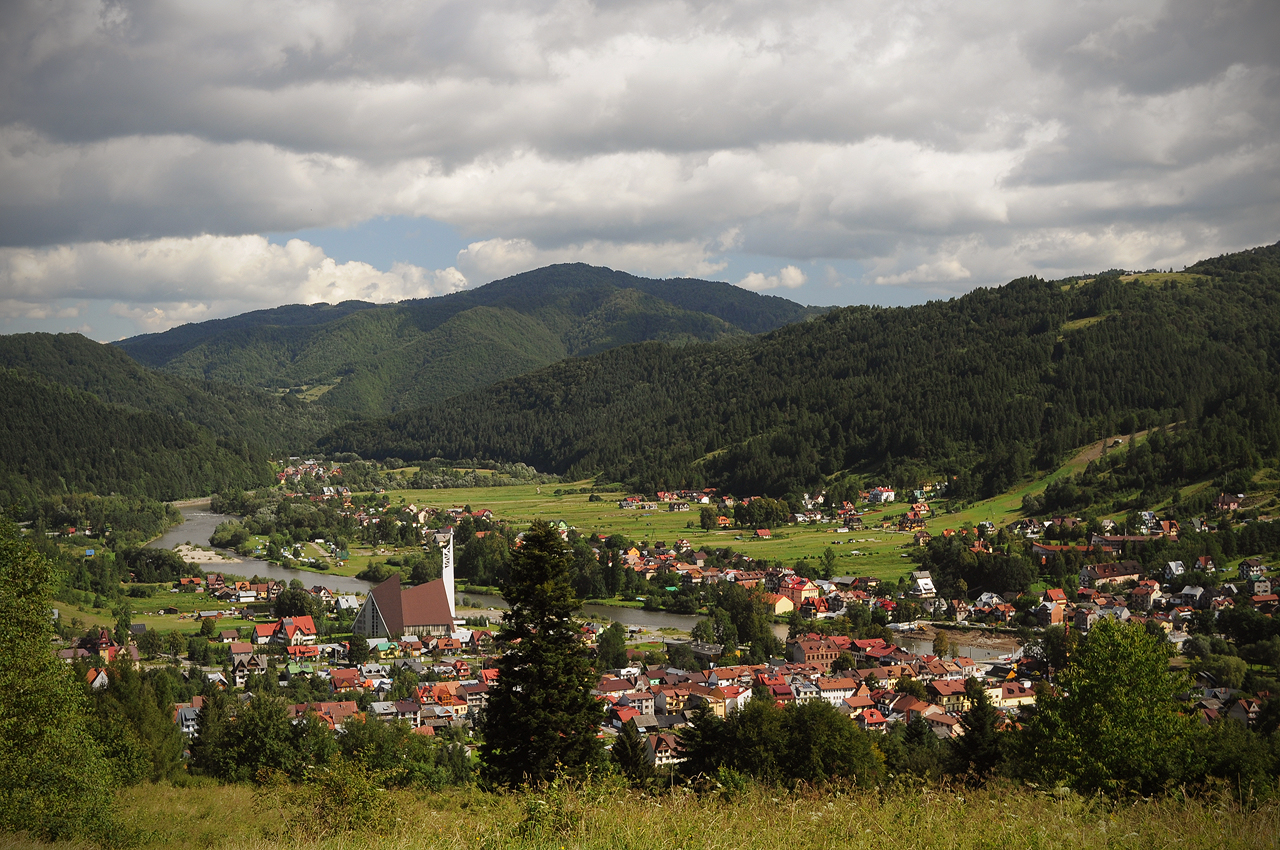
Panorama Krościenka i doliny Dunajca z Toporzyska

Ulica Trzech Koron w Krościenku nad Dunajcem – jedna z ulic w Krościenku nad Dunajcem prowadząca od ulicy Jagiellońskiej w kierunku wzgórza Pod Ociemne i dalej (jednym ze szlaków) na Trzy Korony.

## Przebieg i ważniejsze obiekty
Ulica odchodzi od ulicy Jagiellońskiej ok. 410 m na zachód od krościeńskiego rynku. Ulica Jagiellońska jest zachodnią wylotówką z Krościenka w kierunku Nowego Targu i stanowi fragment drogi wojewódzkiej nr 969 (). Początek ulicy Trzech Koron znajduje się na wysokości 429 m n.p.m.
Ulica pnie się stromo pod górę, 80 m od początku ulicy po jej prawej stronie stoi Kaplica Świętego Rocha. Dalej, pod numerem 4, również po prawej – dwór rodziny Dziewolskich, właścicieli dominium Krościenko w XIX i pierwszej połowie XX wieku. Dziś we dworze ma swoją siedzibę Nadleśnictwo Krościenko. Tuż powyżej dworu dom o ciekawej architekturze – pensjonat Sitowskich, zwany również nowym dworem, należący do tej samej rodziny, co niegdysiejszy właściciele obecnej siedziby nadleśnictwa. Najbardziej znanym przedstawicielem rodu Sitowskich był Ludwik Sitowski, entomolog, pionier ochrony przyrody w Pieninach. W 1944 roku w domu tym pracował Rudolf Weigl: w jego zachodnim skrzydle zorganizował laboratorium, w którym wytwarzał szczepionkę na tyfus.
Wreszcie, prawie na końcu ulicy, pod numerem 22a mieści się Galeria Sztuki Pienińskiej Stanisława Czepiela. Dalej ulica przechodzi w polną drogę prowadzącą w kierunku najpiękniejszych szczytów Pienin. Droga ta nazywa się „Pod Ociemne” od nazwy niewybitnego wzgórza/zbocza, przez które przechodzi (z kolei nazwa tego wzgórza pochodzi od pobliskiej stromej dolinki Pod Ociemne).
Na wysokości 517 m n.p.m. po lewej stronie drogi wzniesiono wielki metalowy krzyż, jeden z 4 dominujących nad Krościenkiem krzyży, oświetlonych w każdy Wielki Piątek.
Dalej droga prowadzi wzdłuż polany (po lewej stronie) o nazwie „Toporzysko”. Na polanie tej w latach 80. i 90. XX wieku działał narciarski wyciąg orczykowy o przewyższeniu 121 m (482–603 m n.p.m.). W obecnie obowiązującym miejscowym planie zagospodarowania przestrzennego cała ta polana przeznaczona jest na tereny rolne i urządzenia sportowe w związku z odżywającymi co jakiś czas wizjami budowy wyciągu krzesełkowego na tych terenach. Po prawej stronie droga mija wzgórze Łupiska (659 m n.p.m.), znajdujące się już na terenie Pienińskiego Parku Narodowego.
Z drogi tej i polany Toporzysko rozciąga się spektakularny widok na Krościenko, dolinę Dunajca, Pasmo Lubania i Pasmo Radziejowej.

## Szlaki
W ulicę Trzech Koron skręca żółty szlak  prowadzący z Rynku na Przełęcz Szopka i dalej do Sromowiec(2,5 h od początku ulicy). Od żółtego szlaku odchodzi szlak niebieski, którym można dotrzeć na Trzy Korony w ciągu 2 i ¼ godziny od początku ulicy.
Początek ulicy to również początek zielonego szlaku  prowadzącego na Czertezik (1 i ¼ h).